# Dasyatis bennettii
Espèce
Dasyatis bennettii est une espèce de raies appartenant à la famille des Dasyatidés